# Moyse-André Gallot
Pour les articles homonymes, voir Gallot.
Moyse-André Gallot est un homme politique français né le 30 novembre 1782 à Saint-Maurice-le-Girard (Vendée) et mort le 14 décembre 1841 à Saint-Clément (Charente-Maritime).

## Biographie
Fils de Jean-Gabriel Gallot, député aux États-généraux, il dirige une entreprise de roulage à La Rochelle. Il est député de la Charente-Maritime de 1827 à 1831, siégeant dans l'opposition à la Restauration. Il est l'un des signataires de l'adresse des 221.